# Ошнёр
Ошнёр (Ошеньер, Ошьнёр, Оше-Нёр, Ош-Нёр) — горный хребет, расположенный на территории Свердловской области и Пермского края, Россия. Отрезок хребта Поясовый Камень.

## Географическое положение
Горный хребет Ошнёр находится на границе муниципального образования «Ивдельский городской округ» Свердловской области и Красновишерского района Пермского края, в 10–12 километрах к югу от горы Гумпкапай, на территории Вишерского заповедника, в горной осевой части Северного Урала, к востоку от горы Мунинтумп и к юго-юго-востоку от горы Саклаимсоричахл. Хребет вытянут с севера на юг, длина - 25 километров, наиболее широкая часть хребта – 10 километров.
На западном склоне берут истоки четыре левых притока реки Вишера и реки Большой Ниолс (приток реки Ниолс), на восточном склоне истоки реки Ушма (приток реки Лозьва) и реки Малая Тошемка (приток реки Северная Тошемка).

## Вершины
Хребет имеет две главные вершины: гора Лёнчичахл (968 метра), гора Сампалчахл (948 метра).

## Описание
С мансийского языка Ось-Нёр означает узкая гора, узкий хребет, спой.